# Реверсування
Реверсування, або реверсія (від лат. reverso — повертаю, повертаюсь; рос. реверсирование, англ. reversal, нім. Reversieren n) — зміна напряму основного руху робочих частин машини (або самої машини) на зворотний. Застосовується у поршневих, вантажопідіймальних машинах, електродвигунах, авіаційних двигунах тощо.
У поршневих машинах реверсування відбувається за допомогою золотникових клапанів, які дають змогу спрямовувати робоче тіло у циліндри машини.
В електродвигунах реверсування спричинюється зміною напряму електричного струму в обмотці збудження або переключенням двох фаз обмотки статора.
В авіаційних двигунах реверсування досягають поворотом лопатей повітряних гвинтів або відхиленням струменя вихлопних газів.